# Edward Niemczyk
Edward Niemczyk (ur. 30 września 1927 w Śremie, zm. 27 czerwca 2008 w Poznaniu)– współtwórca Polskiego Ruchu Sportowego Osób Niepełnosprawnych, wieloletni prezes (od 1991 roku) Poznańskiego Sportowego Stowarzyszenia Inwalidów „Start”.

## Życiorys
Żołnierz Armii Krajowej – w 1942 roku trafił do kompanii dywersyjnej AK, był łącznikiem i zwiadowcą. Tuż po wojnie, 15 maja 1945 roku, rozbrajając granat stracił ręce, a na kilka lat przed śmiercią wzrok.
Po studiach prawniczych przez wiele lat pracował w Regionalnym Związku Spółdzielczości Inwalidów w Poznaniu. W czerwcu 1963 roku został zawodnikiem pierwszej w historii reprezentacji kraju na Europejskich Igrzyskach Inwalidów w Linzu. W tym samym roku uczestniczył w pracach Komitetu Organizacyjnego I Ogólnopolskiego Festynu Spółdzielczości Inwalidów i ZSSP „Start” w Sierakowie Wielkopolskim. Był twórcą i animatorem turnusów rehabilitacyjnych „Integra” w Wągrowcu oraz pomysłodawcą sztafety niepełnosprawnych pływaków przez kanał La Manche w 1994 roku. Działał w KRON, PZN, TWK, założył Wielkopolski Związek Inwalidów Narządu Ruchu. Przez kilka sezonów w latach 60. XX wieku był reprezentantem Poznania na Mistrzostwach Polski w Pływaniu. Laureat medalu "Twórcy Polskiej Rehabilitacji" przyznawanego przez Polskie Towarzystwo Walki z Kalectwem. W 1994 roku został pierwszym laureatem konkursu Człowiek Roku programu „Wyzwanie" TVP3.
W grudniu 2003 roku „za wybitne zasługi w działalności charytatywnej na rzecz dzieci osieroconych oraz niepełnosprawnych" został odznaczony Krzyżem Oficerskim Orderu Odrodzenia Polski. Ponadto posiadał 32 inne odznaczenia za działalność społeczną.